# NGC 4734
NGC 4734 (również PGC 43525 lub UGC 7998) – galaktyka spiralna (Sc), znajdująca się w gwiazdozbiorze Panny. Odkrył ją John Herschel 7 kwietnia 1828 roku. Jest to galaktyka z aktywnym jądrem typu LINER.